# Sainte-Colombe-en-Bruilhois
 Sainte-Colombe-en-Bruilhois  es una población y comuna francesa, en la región de Aquitania, departamento de Lot y Garona, en el distrito de Agen y cantón de Laplume.

## Demografía
| 792 | 743 | 920 | 998 | 1238 | 1345 |
| Para los censos de 1962 a 1999 la población legal corresponde a la población sin duplicidades (Fuente: INSEE [Consultar]) |     |     |     |      |      |